# フリードリヒ6世 (バーデン＝ドゥルラハ辺境伯)
フリードリヒ6世（ドイツ語：Friedrich VI., 1617年11月16日 - 1677年1月10日/31日）は、バーデン＝ドゥルラハ辺境伯（在位：1659年 - 1677年）。バーデン＝ドゥルラハ辺境伯フリードリヒ5世とバルバラ・フォン・ヴュルテンベルクの長男。

## 生涯
1648年に三十年戦争が終わった後、戦争から立ち直るのに長くはかからなかった。1663年にはすでにトルコ軍はハンガリーにまで進出していた。皇帝レオポルト1世は帝国軍を編成してトルコ人に対し共同防衛を行うことを計画し、バーデン＝ドゥルラッハ辺境伯からもこれを求めた。フリードリヒ6世は司令官としてこの戦争に参加した。
戦争が始まる前であったが、フリードリヒ6世と親族のバーデン＝バーデン辺境伯ヴィルヘルムは、皇帝から殿下と名乗ることを許された。この称号は領土拡大の一環として（→帝国代表者会議主要決議）1771年にバーデン辺境伯領を再統合し、1806年に大公に任命されたカール・フリードリヒが、1803年にバーデン辺境伯領の選帝侯に任命されるまで引き継がれた。トルコとの戦いでは、バーデン＝バーデン辺境伯ルートヴィヒ・ヴィルヘルムが「トルコ人ルートヴィヒ（Türkenlouis）」と呼ばれた。
その後、フリードリヒ6世は仏蘭戦争に参加した。フリードリヒ6世は1676年にフランス軍が占領していたフィリップスブルク要塞を包囲し、1676年9月17日に占領し、バーデン＝ドゥルラハ辺境伯領に併合した。
フリードリヒ6世は1677年1月10/31日にドゥルラハのカールスブルク城で死去した。

## 結婚と子女
1642年11月30日にプファルツ＝クレーブルク公ヨハン・カジミールの娘クリスティーネ・マグダレーナと結婚した。この結婚で以下の子女が生まれた。
- フリードリヒ・カジミール（1643年11月27日 - 1644年3月）
- クリスティーネ（1645年8月22日 - 105年12月21日） - 1665年2月27日にブランデンブルク＝アンスバッハ辺境伯アルブレヒトと結婚、1681年8月14日にザクセン＝ゴータ＝アルテンブルク公フリードリヒ1世と再婚。
- エレオノーレ・カタリーネ（1646年5月4日 - 1646年7月9日）
- フリードリヒ7世マグヌス（1647年9月23日 - 1709年6月25日） - バーデン＝ドゥルラハ辺境伯
- カール・グスタフ（1648年9月27日 - 1703年10月24日）
- カタリーネ・バルバラ（1650年7月4日 - 1733年1月14日）
- ヨハンナ・エリーザベト（1651年11月6日 - 1680年9月28日） - 1673年1月26日にブランデンブルク＝アンスバッハ辺境伯ヨハン・フリードリヒと結婚
- フリーデリケ・エレオノーレ（1658年3月6日 - 1658年4月13日）

妃クリスティーネ・マグダレーナの死後、ヨハンナ・バイヤー・フォン・ゼンダウ（1636年 - 1699年）を愛妾とし、生まれた子女はミュンツェスハイム男爵とされた。
- フリードリヒ（1678年没） - ミュンツェスハイム男爵
- ヨハン・ベルンハルト（1669年5月17日 - 1734年） - ミュンツェスハイム男爵。マグダレーネ・ゾフィー・フォン・ミュンヒンゲン（1676年- 1703年）と結婚、1704年にユリアナ・ザビーネ・フォン・レンヒンゲン（1681年 - 1763年）と再婚。